# Лапикен, Пётр Петрович
Петр Петро́вич Ла́пикен (7 июля 1907 года, Рига — 14 августа 1983 года, Сан-Франциско) — русский поэт, журналист.

## Биография
Родился 7 июля 1907 года в Риге.
Отец — священник о. Петр Петрович Лапикен (1872 — 3 июня 1921 года, Харбин), мать — Нина Павловна (урожденная Ефремова, 16 июля 1881 года, Петербург — 1 июня 1954 года, Валлехо, Калифорния, США), брат Николай (4 мая 1905 года, Рига — 23 августа 1994 года, Сан-Франциско, США), сестра Ирина (29 апреля 1906 года, Рига — 19 сентября 1996 года, Сан-Пабло (англ.)).
Семья Лапикен приехала в Харбин в 1917 году. Все дети получили высшее образование и изучали китайский язык в Харбине; Ирина Петровна и Николай Петрович переехали в Сиэтл в 1928 и 1930 гг., а затем в Сан-Франциско. Петр Петрович присоединился к ним в 1941 г. уже из Шанхая. Петр Петрович, активный член харбинского литературного кружка «Чураевка» и коллега многих харбинских поэтов, тоже привез с собой ряд интересных материалов.
В США Петр Петрович получил докторскую степень, преподавал русский язык в Университете штата Монтана и продолжал активно интересоваться литературой. В его архиве сохранилась переписка с харбинским поэтом Валерием Перелешиным в 1970-х годах и неопубликованные стихотворения поэта.
Скончался 14 августа 1983 в Сан-Франциско, США.